# Andreas Kron
Andreas Lorentz Kron (født 1. juni 1998 i Albertslund) er en dansk cykelrytter, som kører for Uno-X Mobility.

## Meritter
2015
7. plads samlet, Keizer der Juniores
2016
1. plads  samlet, GP Gènèral Patton
1. plads, 1. etape
1. plads  samlet, Keizer der Juniores
9. plads samlet, Grand Prix Rüebliland
2017
4. plads, Eschborn-Frankfurt U23
6. plads, Gent-Wevelgem U23
2018
4. plads, Gent-Wevelgem U23
4. plads samlet, Flèche du Sud
1. plads, 3. etape
2020
Luxembourg Rundt
1. plads, 5. etape
2. plads, DM i linjeløb
2021
1. plads, 1. etape i Catalonien Rundt
1. plads, 6. etape i Tour de Suisse
2023
1. plads, 2. etape, Vuelta a España
3. plads, DM i linjeløb
4. plads, Amstel Gold Race
4. plads, Gran Premio Miguel Indurain